# Santiago (galeão)
O Santiago foi um galeão português, que pertencia a Carreira da Índia.

## História
Em abril de 1602, o galeão português foi capturado por dois navios holandeses ao largo da ilha de Santa Helena, no Atlântico Sul. Na altura da captura do galeão este, viajava para Portugal, vindo da Índia, e, na escala em Santa Helena, então era já habitual na  jornada Índia-Portugal, fora surpreendido pelos holandeses, que também voltavam da Ásia, mais precisamente do sultanato de Achém, em Samatra.